# Audierne
Audierne is een gemeente in het Franse departement Finistère, in de regio Bretagne. De inwoners worden Audiernais genoemd. De plaats maakt deel uit van het arrondissement Quimper. Op 1 januari 2016 werd de toenmalige gemeente Audierne opgeheven en gefuseerd met de gemeente Esquibien tot een nieuwe gemeente, eveneens Audierne geheten. Audierne telde op 1 januari 2018 2.151 inwoners.

## Geografie
De oppervlakte van Audierne bedroeg op 1 januari 2018 2,95 vierkante kilometer; de bevolkingsdichtheid was toen 729,2 inwoners per km². Bij Audierne mondt de ria Goyen uit in zee, in de baai van Audierne.

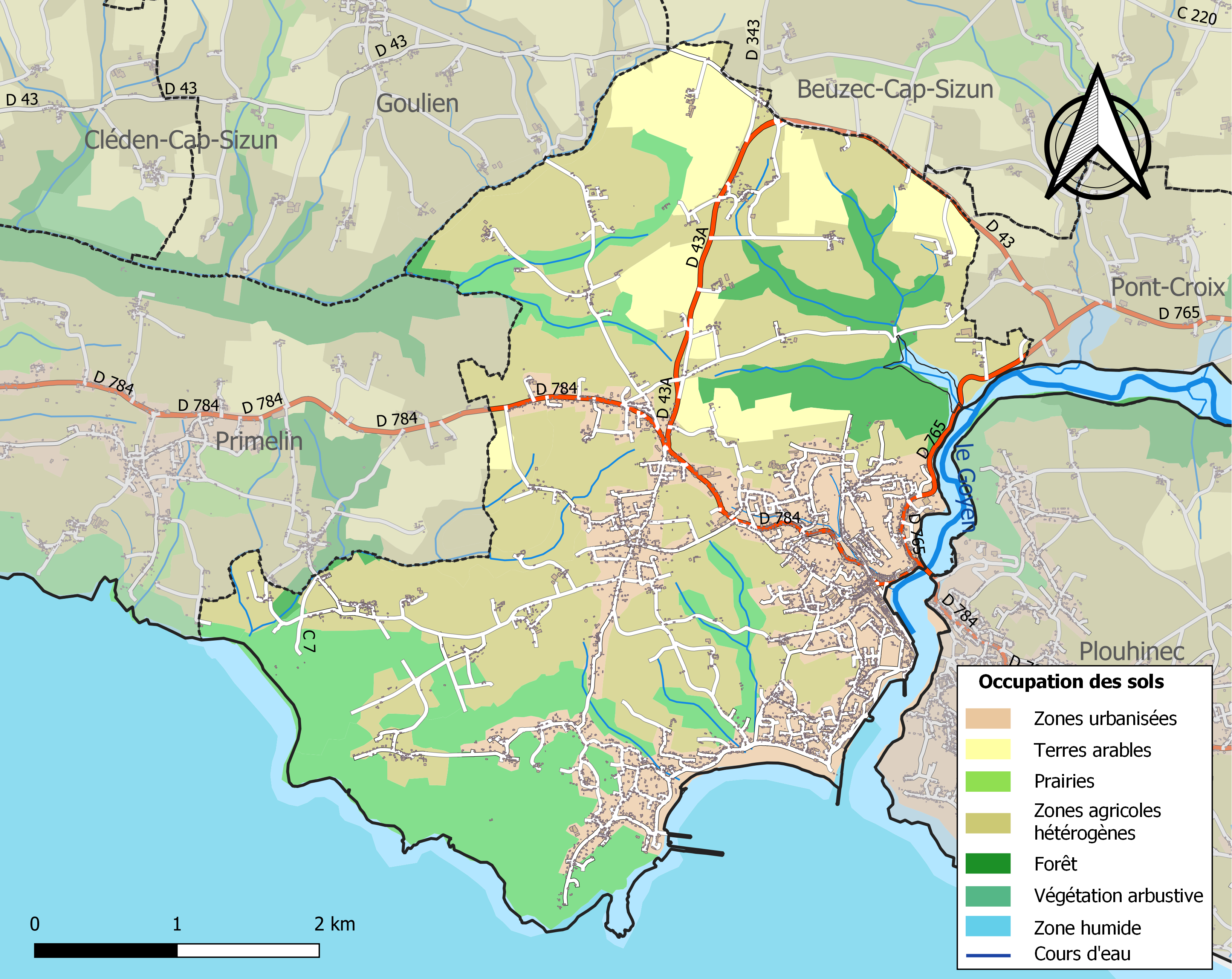
Kaart van de gemeente met belangrijkste infrastructuur, bodemgebruik en omliggende gemeenten

## Demografie
Onderstaande figuur toont het verloop van het inwonertal (bron: INSEE-tellingen).